# Megachile fastidiosa
Megachile fastidiosa är en biart som beskrevs av Mitchell 1930. Megachile fastidiosa ingår i släktet tapetserarbin, och familjen buksamlarbin. Inga underarter finns listade i Catalogue of Life.